# Akatalexe
Die Akatalexe (altgriechisch ἀκατάληξις akatálēxis, deutsch ‚ohne frühzeitiges Aufhören‘) bezeichnet in der antiken Metrik einen Vers in einem regelmäßigen Versmaß, dessen letzter Versfuß (bzw. dessen letztes Metron) vollständig ist, im Gegensatz zum katalektischen Vers, bei dem der letzte Versfuß um eine Silbe verkürzt ist. Zum Beispiel besteht der daktylische Hexameter in seiner vollständigen, akatalektischen Form aus sechs Daktylen:
—◡◡ | —◡◡ | —◡◡ | —◡◡ | —◡◡ | —◡◡
In der katalektischen Form entfällt die letzte Silbe und der letzte Fuß wird zum Trochäus
—◡◡ | —◡◡ | —◡◡ | —◡◡ | —◡◡ | —◡